# 머레이 머디슨
머레이 머디슨(Murray Matheson, 1912년 7월 1일 ~ 1985년 4월 25일)은 오스트레일리아의 배우, 영화배우, 텔레비전 배우이다.
오스트레일리아에서 태어났으며 우들랜드힐스에서 사망하였다.

## 영화
- 환상 특급 (1983년)
- 내 어깨 위의 천사 (1980년)
- 배틀스타 갤럭티카 - 78년 시리즈 (1978년)
- 테일 거너 조 (1977년)
- 특수기동대 (1975년)
- 형사 맥밀란 (1971년)
- 수사관 맥클라우드 (1970년)
- 닥터 웰비 (1969년)
- 하와이 5-0수사대 (1968년)
- 성공시대 (1967년)
- FBI (1965년)
- 페리 메이슨 (1957년)
- 모정 (1955년)
- 카이버 라이플의 왕 (1953년)
- 플리머스 어드벤쳐 (1952년)
- 스튜디오 원 (1948년)